# Білосніжка та мисливець
«Білосніжка та мисливець» (англ. Snow White & the Huntsman) — американський фентезійний пригодницький фільм режисера Руперта Сандерса по мотиву казки братів Грімм. Прем'єра в США відбулася 1 червня 2012 року, в Україні — 31 травня 2012 року. Автор українського перекладу — Сергій SKA Ковальчук.

## Сюжет
В королівство Табір вторгається армія скляних солдатів. Король Маґнус розбиває ворогів, звільняє прекрасну полонянку Равенну й одружується з нею. У першу ніч Равенна вбиває короля, відкриває ворота замку перед армією свого брата Фінна і захоплює владу над королівством. У кривавій плутанині герцогу Геммонду, його синові Вільяму і ще не багатьом щасливцям вдається врятуватися втечею, але дочка короля Білосніжка потрапляє в полон до Равенни. Злій чаклунці вже безліч років, вона підтримує свою вічну юність, висмоктуючи з дівчат їхні молодість і вроду. Її мати, передаючи дочці закляття, попередила, що Равенна загине від рук більш красивої жінки, ніж вона. Дізнавшись від чарівного дзеркала, що Білосніжка стала гарнішою, Равенна збирається принести пасербицю в жертву, але тій вдається втекти з башти в зачарований Чорний ліс. Чаклунка наказує мисливцеві Еріку привести Білосніжку й обіцяє в нагороду оживити його дружину. Дізнавшись, що Білосніжка жива, Вільям вирушає за нею в Чорний ліс.
Ерік знаходить Білосніжку, але Фінн заявляє, що Равенна не може воскрешати з мертвих. Обдурений мисливець вирішує відвести дівчину до Геммонда й отримати нагороду. Вони досягають селища, населеного біженками, на селище нападає загін Фінна. Герої зустрічають сімку гномів, один з них заявляє, що тільки Білосніжка зможе перемогти Равенну. Люди Фінна знову наздоганяють героїв, гном Гас жертвує собою, прикриваючи від стріли Білосніжку, Ерік вбиває Фінна. До загону приєднується принц Вільям. Равенні вдається прийняти його вигляд і отруїти Білосніжку, але завершити задум лиходійці заважають з'явилися Ерік і Вільям. Герої доставляють тіло принцеси до замку Геммонда, де Еріку вдається розбудити принцесу. Білосніжка веде армію герцога на замок Равенни. Гноми пробираються у фортецю через каналізаційний тунель і відкривають ворота. Штурмовий загін, що увірвався в замок потрапляє в пастку Равенни. Чаклунка збирається принести Білосніжку в жертву й остаточно здобути безсмертя, але та простромлює мачуху кинджалом і сходить на трон.

## В ролях
- Крістен Стюарт — Білосніжка[3]
  - Реффі Кессіді — юна Білосніжка
- Кріс Гемсворт — мисливець Ерік
- Шарліз Терон — королева Равенна
- Сем Клафлін — принц Вільям
- Лілі Коул — Грета[4]
- Сем Спруелл — Фінн
- Крістофер Обі Огугуа (озвучування) — дзеркало
- Пітер Фердінандо — чорний лицар
- Метт Беррі — Персі

Гноми:
- Іян Макшейн — Біт
- Боб Госкінс — М'юр
- Рей Вінстон — Горт
- Нік Фрост — Ніон
- Тобі Джонс — Колл
- Едді Марсан — Д'юр
- Джоні Гаріс — Куерт
- Браян Глісон — Гас[4]

## Виробництво

### Знімання
Знімання картини відбулося з 19 вересня по 10 грудня 2011 року у Великій Британії.

## Відгуки
Фільм отримав неоднозначні відгуки кінокритиків. На Rotten Tomatoes зібрано 135 рецензій, 46% - позитивні, середній рейтинг становить 5,5 з 10